# Batszewa Kacnelson
Batszewa Kacnelson (hebr.: בת-שבע כצנלסון, ang.: Batsheva Katznelson, ur. 1897 w Barze, zm. 30 sierpnia 1988) – izraelska polityk, w latach 1951–1955 poseł do Knesetu z listy Ogólnych Syjonistów.
W wyborach parlamentarnych w 1951 po raz pierwszy i jedyny dostała się do izraelskiego parlamentu.
Jej siostra Rachel była żoną Zalmana Szazara również posła, a w latach 1963–1973 prezydenta Izraela. W politykę zaangażował się także jej syn Szemu’el – poseł do Knesetu (w latach 1965–1981) i minister sprawiedliwości